# Paul Blanc
Paul Blanc (Illa (Rosselló), 29 de gener de 1937) és un metge i polític nordcatalà, senador al Senat francès.

## Biografia
Llicenciat en medicina, fou escollit senador pel departament dels Pirineus Orientals a les eleccions al Senat francès de 1992, i reelegit en les de 2001. Fou membre del grup del RPR de 1992 a 2002, i des d'aleshores es va integrar en el grup de la UMP. Compromès amb la integració de les persones amb discapacitat al seu cantó i municipi de Sornià, hi ha creat un "centre d'ajuda a través del treball" aviat seguida per una casa d'acollida especialitzada. És cavaller de la Legió d'Honor des de l'1 de gener de 2012.

## Síntesi dels mandats
Funcions al Senat
- Senador dels Pirineus Orientals del 10 de febrer de 1992 fins a 30 de setembre de 2011.
- Secretari de la Comissió d'Afers Socials des del 5 octubre 2001
- Membre de l'Oficina Parlamentària d'Avaluació d'Opcions Científiques i Tecnològiques
- Membre de l'Oficina Parlamentària d'Avaluació de les polítiques de salut

Proposició de llei
- Adoptada en febrer de 2011 a l'Assemblea Nacional Francesa, un article dona la possibilitat de prendre mesures de substitució en l'accessibilitat del nou entorn construït. La seva adopció fou condemnat per l'Associació de Paralítics de França, ja que obre la possibilitat d'establir excepcions a l'accessibilitat sobre el nou.[1] L'APF denuncia també la pressió dels lobbies.
- L'article 19 (ex-14 bis) fou votat finalment pel senat el dimarts 28 de juny de 2011.

Mandats locals
- Conseller general dels Pirineus Orientals (cantó de Sornià) de 1973 a 2004
- Alcalde de Prada de 1989 a 2001
- Alcalde de Sornià des de 2001